# Прекрасный день
Прекрасный день (итал. Un giorno perfetto) — фильм 2008 года итальянского режиссёра Ферзана Озпетека.

## Сюжет
Антонио и Эмма были разделены в течение многих лет, но он не принимает, когда Эмма встречается с другими мужчинами. Действительно, Антонио оказывается навязчивым, агрессивным и навязчивым, и снова угрожает Эмме причинить боль детям: маленькому Кевину, застенчивому и интровертному, и подростку Валентине. Эмма терпит домогательства Антонио, и ситуация, похоже, восстанавливается. Однако однажды вечером Антонио просит свою бывшую жену доверить ему своих детей на вечер в пиццерии. У Антонио есть дьявольский план, и когда он возвращается домой с Кевином и Валентиной, он вытаскивает пистолет и стреляет в обоих своих детей, и в конце концов совершает самоубийство. Эмма в отчаянии бросается к ним и обнаруживает, что её дочь все ещё жива.